# Reema Juffali
Reema Juffali, cũng được phát âm là Reema Al Juffali hoặc Reema Al-Juffali (tiếng Ả Rập: يما الجفالي; sinh ngày 18 tháng 1 năm 1992), là một tay đua xe chuyên nghiệp người Ả Rập Xê Út, người thi đấu ở hạng mục Công thức 4. Cô là người phụ nữ đầu tiên từ trước tới nay của Ả Rập Xê Út và cũng là người phụ nữ Ả Rập Xê Út đầu tiên có được một giấy phép đua. Vào tháng 11 năm 2019, cô trở thành tay đua nữ đầu tiên của đất nước tham gia một cuộc đua quốc tế tại Vương quốc Ả Rập Xê Út.

## Đầu đời và giáo dục
Juffali sinh ra và lớn lên ở Jeddah. Khi còn nhỏ, cô đã bắt đầu quan tâm đến ô tô và thể thao. Mối quan tâm của cô bị mọi người mỉa mai khi Ả Rập Xê Út vào thời điểm đó nghiêm cấm phụ nữ lái xe. Cô hoàn thành chương trình giáo dục tiểu học tại Trường Quốc tế Anh Jeddah. Juffali theo đuổi chương trình học Quan hệ quốc tế tại Đại học Northeastern vào năm 2010.

## Sự nghiệp đua xe

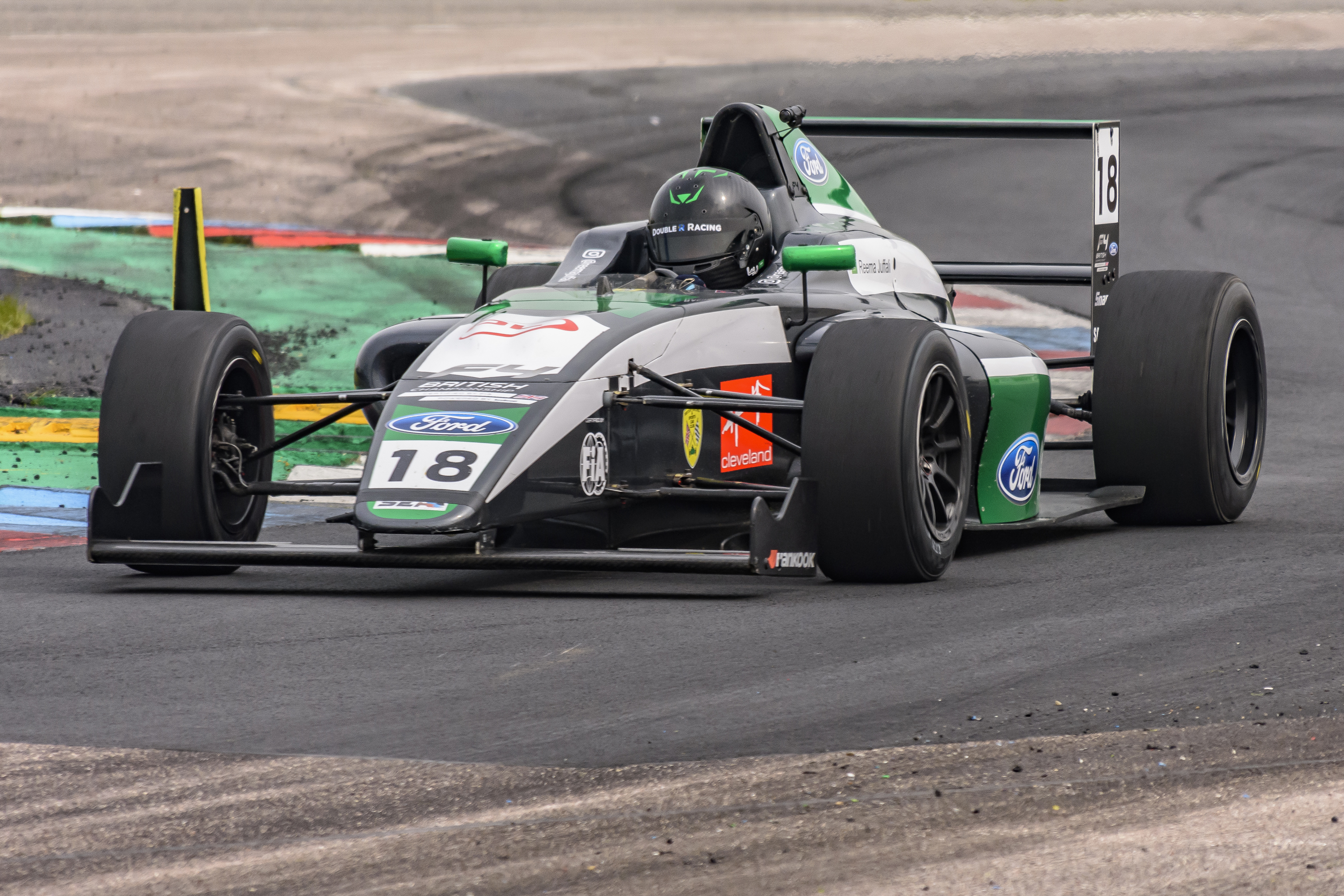
Juffali trên chiếc xe F4 của cô ấy tại Thruxton vào tháng 4 năm 2019

Sau khi tốt nghiệp, Juffali lấy bằng lái xe vào tháng 10 năm 2010 cô đã vượt qua bài kiểm tra lái xe ở Mỹ. Cô nhận được giấy phép đua xe của mình vào tháng 9 năm 2017, sau khi phong trào đấu tranh cho quyền phụ nữ lái xe thành công, lệnh cấm phụ nữ lái xe ở Ả Rập Xê Út bãi bỏ cùng tháng đó. Cuộc đua đầu tiên của cô với tư cách là một tay đua chuyên nghiệp diễn ra vào tháng 10 năm 2018 và cô gặt hái chiến thắng lớn trong sự nghiệp vào tháng 12 năm 2018.
Vào tháng 4 năm 2019, Juffali đã đại diện cho Ả Rập Xê Út tranh Giải vô địch Anh F4 2019 tại Brands Hatch, đây cũng là lần xuất hiện đầu tiên của cô trong một giải đua cạnh tranh tại Giải vô địch Anh F4.
Vào ngày 22 tháng 11 năm 2019, cô trở thành người phụ nữ Ả Rập Xê Út đầu tiên tham gia một cuộc thi đua xe quốc tế tại Ả Rập Xê Út. Cô đã tham gia cuộc đua xe điện tổng hợp Jaguar I-Pace eTrophy 2019-20 với tư cách là tay đua VIP; cuộc đua được tổ chức ở Diriyah, một thành phố gần Riyadh. Cô cũng được lên lịch thi đấu tại Giải vô địch Công thức 4 UAE năm 2020.

### Thành tích sự nghiệp
| Mùa     | Loạt                  | Chức vụ | Xe hơi                       | Đội             |
| ------- | --------------------- | ------- | ---------------------------- | --------------- |
| 2019    | F4 Anh                | Ngày 13 | Mygale - Ford M14-F4         | Đua xe Double R |
| 2019–20 | Jaguar I-Pace eTrophy | NC      | Jaguar I-Pace Trophy Edition | Xe Jaguar VIP   |